# محمد الرفرافي
محمد الرفرافي، شاعر وكاتب وإعلامي ومترجم عربي يعيش في المهجر، من مواليد مدينة تونس عام 1950، أقام في عدة بلدان قبل أن يستقر سنة 1984 في فرنسا. حيث تفرغ بموازاة العمل الصحفي، للتأليف والترجمة ومختلف الفعاليات الثقافية والفنية،
انطلاقا من باريس وعبر مدن أوروبية وعربية.

## السيرة الحياتية

### التجربة التونسية
اسمه الكامل محمد البشير بن المختار الرفرافي ولقبه الرفرافي نسبة إلى رفراف (مدينة ساحلية شمال تونس) انحدر منها أجداده من جهة الأب وهم من أصل أندلسي- موريسكي. وقبل أن يغادر تونس عام 1975 بدأ يافعا اشتغاله على مدى 4 أعوام، في حقل الإعلام، صحافيا في ميدان المسرح والموسيقى والرسم ومترجم في صحف ومجلات تونسية عربية اللسان، اختفى معظمها أو تغير اسمها، كما تابع في نفس الوقت دراسته الجامعية في كلية تونس للآداب وفي معهد الصحافة وعلوم الإخبار وهي الدراسة التي انقطع عنها لكي يستكملها في الثمانينات هدف الحصول على الليسانس (الإجازة) في اللغة والأدب العربي ومنها على الماجستير في نفس المادة برسالة حول «المدينة في الشعر العربي المعاصر»، من معهد اللغات والحضارات الشرقية الفرنسي INALCO التابع لـ«جامعة-السوربون-باريس-المدينة» Université Sorbonne Paris Cité [الفرنسية] وأشرف على انجاز رسالته كلّ من الأستاذيْن لوك دوهوفلس Luc Deheuvels وصبحي
بستاني

### التجربة العربية والأوروبية
من تونس هاجر محمد الرفرافي نحو عواصم ومدن عربية، مشرقًا ومغربًا. وأقام فيها لمدة قاربت الخمس سنوات، في بغداد مثلا، تابع دراسة الفلسفة في جامعتها حيث اختار بعد أن أكمل فيها مرحلتها الدراسية الأولى إلى مغادرتها إلى بيروت أين باشر من جديد عمله الإعلامي والثقافي في أوج الحرب الأهلية وضمن مؤسسات الحركة الوطنية اللبنانية والفلسطينية آنذاك. وهي تجربة كلفته فيما بعد عملية إبعاد قسري إلى تونس على يد السلطات السويدية التي رفضت حكومتها اليمينية عهد ذاك (1979) تمكينه من البقاء في السويد بعد عام واحد من الإقامة التي تابع خلالها نشاطه الإعلامي والثقافي ضمن فعاليات «النادي العربي» Arabiska Club في ستوكهولم، وهو النادي الذي تحول منذ تأسيسه إلى ساحة تجاذب سياسي بين مختلف المعارضات العربية إلى أن انقسم إلى نوادي عربية مختلفة. ولم تدم طويلا إقامة محمد الرفرافي في تونس التي كانت تعيش في بداية الثمانينات قلاقل داخلية في ظل عهد الرئيس بورقيبة الراحل، وأبرزها ما سمي بـ عملية قفصة، وكان أن تم إيقافه حال وصوله من ستوكهولم وسحب جواز سفره ولكن تحت ضغط المعارضة البرلمانية السويدية ومنظمة العفو الدولية وما رافق ذلك من حملة إعلامية مساندة له، سرعان ما تم إطلاق سراحه. ثم جاء تعاونه القصير في تونس مع صحيفة الرأي التي كان يديرها أحد زعماء المعارضة حسيب بن عمار ثم عمله كمراسل سياسي وثقافي من تونس لصالح أسبوعيات عربية مثل «المستقبل» الباريسية و«الموقف العربي» القبرصية، تأثيرا سلبيا على وضعه الشخصي ، مما دعاه إلى الرحيل عن تونس من جديد والتوجه مع زوجته التونسية إلى قبرص عام 1983 حيث عمل في مجلة «الموقف العربي» الصادرة في نيقوسيا، كمسؤول قسم تحرير شؤون أوروبا والمغرب العربي وأفريقيا. وبعد سنة قبرصية انتقل إلى فرنسا حيث تم تعيينه من قبل هذه المجلة مديرا لمكتبها في باريس.

### توسع النشاط الإعلامي
من باريس امتدت تجربته الإعلامية كمراسل ومحرر ومعلق لتشمل وسائل إعلام عربية محلية ومهاجرة وأخرى دولية ومنها على سبيل المثال الحوادث، و«كل العرب» و«الوسط» والصريح التونسية وكذلك الإذاعة التونسية وراديو فرنسا الدولي البرنامج العربي. كما ساهم ثقافيًا في مجلة الكرمل الفلسطينية و«العرب والفكر العالمي» و«الفكر العربي المعاصر» اللبنانيتين، ومجلة «الحركة الشعرية» التي يصدرها من المكسيك الشاعر قيصر عفيف و«المسار» مجلة اتحاد الكتاب التونسيين، كما امتدت هذه التجربة إلى المجال التلفزيوني عبر البرنامج الثقافي «فضاء الأنوار» الذي كان يعده ويقدمه على الفضائية شبكة الأخبار العربية (شبكة الأخبار العربية) الباثة من لندن. وقد عرض عبره بعض الفعاليات والمهرجانات الثقافية وعشرات اللقاءات مع نخبة الفكر والفن من العرب أجراها على مدى السنوات الثلاثة الأخيرة من القرن الماضي، في كل من باريس وتونس والقاهرة وعمان وبغداد.

## أعمال إبداعية
- زبد البحور:[9] ديوان شعري صدر باللغة العربية عن دار النشر لارماتان الفرنسية 1996 ، ضمن سلسلة الكلمة الحرة وهي سلسلة خصصها الناشر في بداية الأمر لكتاب العراق المحرومين من النشر بسبب الحصار في تسعينات القرن الماضي، ثم فتحها أمام الكتاب العرب عامة، وجاء الديوان في 150 صفحة تتضمن قصائد ونصوصا مرفقة برسوم خاصة من الفنان السوري يوسف عبدلكي، (Isbn: 2-7384-4533-0) وقد ذكر في غلاف الديوان أنها كتبت ما بين 1977 و1996.

يقول الشاعر في مقدمة الديوان: 
 لم أسْع كثيراً إِلى نشرها وإن فعلت في قسْمٍ منها، وها أنا أُجمّعها أخيراً تذكاراتٍ فيتيشيّة لأعلقها على جدار قد لا ينهار، جدار الصّمت، مساحة الطبع. 
 وسبق أن تمت ترجمة بعض هذه النصوص إلى الفرنسية قام بها الناقد التونسي محمد مومن.

### مقتطفات من شعره
من الصفحة الرابعة لغلاف ديوانه زبد البحور نقرأ:

بالشِّعْر،

أنسجُ لكُمُ من خيوطِ الشّمس خيمة،

للتأمّل والسّكينة،

وأقطِفُ لكُمُ من حدائق البحر

غيمة،

للتّكاثر والرحيلِ.

بالشِّعْر،

لا أرحلُ ولا أقِيمُ،

فكلُّ مكانٍ بيتيَ

حينَ يأْلَفُني،

ومنفايَ حينَ بِأُلْفَتِهِ

أَهِيمُ.

### شهادات عنه وعن شعره
عرف محمد الرفرافي كمثقف «صامت» مارس العديد من الأشكال الإبداعية على امتداد ربع القرن الأخير وديوانه «زبد البحور» يمتاز بتنوعه في طريقة كتابته للقصيدة الشعرية الحديثة، إلى حد يختلط على قارئه بين شكل القصيدة و«الكلام الشعري».

(صموئيل شمعون، «القدس العربي» اللندنية 21 يناير/ كانون الثاني 1997) 

ينتمي محمد الرفرافي إلى جيل السبعينات التونسي، لكنه ظل منذ البداية مختلفا اختلافا كليا عن شعراء جيله. إذ أنه كتب ولا يزال قصيدة مغايرة شكلاً ومضمونا... كما أنه كان مطلعا على الشعر العالمي، ومتواصلا مع التجارب الجديدة في المشرق. مطلع السبعينات، غادر محمد الرفرافي تونس ليعيش متنقلا
بين بلدان عربية وأوروبية مختلفة. وحياة الترحال جعلته مقلا في الكتابة، بل أنه هجر الشعر لأعوام، منصرفا إلى متاعب الحياة... ومع ذلك، فهو استطاع أن يحتل موقعه كصاحب أحد الأصوات المتميزة في الشعر التونسي والمغاربي.

(عبد الفتاح خليل، مجلة «الوسط» الأسبوعية اللندنية: 27 يناير/ كانون الثاني 1997، العدد 261)

إن شعر «الرفرافي» فوق الوزن وفوق المرجعيات القديمة والحديثة، إنه شعر الحياة وشعر الشعر... إن الشعر هنا لا يخضع إطلاقا للمكان في حركته الدائبة المتحفزة وهو يرفض سكونية الأشياء.

(محمد الغزالي، مجلة «المسار» لسان حال اتحاد الكتاب التونسيين، أكتوبر 1997، العدد المزدوج 32-33)

اختار محمد الرفرافي منذ البداية بوابتين: الأولى تفتح آفاقها على كتابة شعرية مختلفة تأنس بالموسيقى والثانية أدت إلى الاطلاع على ينابيع التجارب الإبداعية غربا ومشرقا بعد أن طوّف الرجل في أكثر من عاصمة ومدينة حتى استقر بـ «عاصمة النور» باريس.

(حبيب الشابي، مجلة الملاحظ التونسية 10 يناير/ كانون الثاني 1998)
- L'écume des vers (زبد البحور) وتضم هذه المجموعة الشعرية، وهي باللغة الفرنسية، ما ترجمه محمد مومن وهادية الدريدي من نصوص زبد البحور، كما تضم نصوصا كتبها الشاعر باللغة الفرنسية، وقد صدرت عن نفس دار النشر الفرنسية لارماتان الفرنسية 2009

ضمن سلسلة (شعراء من القارات الخمس)
Poètes des cinq continents
(ISBN 978-2-296-08219-9)
- الصّبي الكبير : مشاركة تضامنية مع 31 كاتبة وكاتبًا من الساحة العربية في تأليف كتاب جماعي بعنوان «كتاب ينقذ طفلا»، بنص سردي عنوانه «الصّبي الكبير» صفحة 111؛ صدر في 180 صفحة عن الدار العربية للعلوم ناشرون، بيروت، لبنان 2015،

ISBN 978-614-01-1474-6

ويقول الناشر في الصفحة الرابعة من الغلاف عن الهدف من نشر هذا الكتاب:
«مجموعة رسائل ومقالات موجّهة إلى الطفولة العربية، وضعت في كتاب عنوانه «كتاب ينقذ طفلا» ويعود ريع أرباحه إلى الطفولة العربية المعذبة... مدعوون لتحويل عنوان الكتاب إلى حقيقة واقعة لبلسمة جراح الطفولة وإعادة البسمة إلى وجهها، وربما لإعادة رسم ملامح مستقبلها.»

## أعمال الترجمة
تناولت أعمال الترجمة من الفرنسية وإليها، والتي أنجزها محمد الرفرافي على مدى ما يقارب أربعة عقود، حقولا معرفية متنوعة، شملت الشعر والفكر والفن والسياسة... صدر بعضها في كتب وبعضها في دوريات مختلفة. وأنجز بعضها بالتعاون مع وزارة الثقافة الفرنسية ومنظمة اليونسكو وفي ما يلي
أبرزها:

### في الشعر
- ترجمة الأعمال الكاملة للشاعر الفرنسي ستيفان مالارميه، صدر جزء منها بالعربية تحت عنوان «فصول مالارميه» في مجلة «العرب والفكر العالمي» عن مركز الإنماء القومي، بيروت، خريف 1990. وقد حظيت هذه الترجمة بدعم من «دائرة الكتاب والمطالعة» التابعة لـ«وزارة الثقافة الفرنسية».
- ترجمة ديوان «مائيّات فضّية» (Aguafuertes) للشاعر الإسباني فيديريكو مايور زاراغوزا Federico Mayor Zaragoza، صدر مترجما [10] عن الفرنسية (Eaux Fortes) لدى مؤسسة الغني للنشر الرباط، المغرب 1997.
- ترجمة ديوان «مثل اعتراف من حجر» [11] للشاعرة الفرنسية-البرتغالية جوزيان دو جازو- بيرجيه، صدر سنة 2003 في طبعة مزدوجة اللغة (العربية والفرنسية)

عن دار النشر الفرنسية «رومور دي زاج»
Rumeurs Des Âges
(Isbn:2-84327-075-8)
- ترجمة لمختارات من الشعر القبرصي، القديم والحديث، صدرت أجزاء منها في مجلة «الموقف العربي» الصادرة في قبرص 1983، ومجلة الحوادث اللندنية 1988
- مراجعة، بالاشتراك مع جوزيان دو جازو- بيرجيه، للترجمة التي أنجزتها هادية الدريدي من العربية إلى الفرنسية لديوان الشاعرة العراقية وفاء عبد الرزاق، «مذكرات طفل الحرب» Mémoires de l'enfant de la guerre الصادر عن دار النشر «لارماتان» الفرنسية L'Harmattan

ضمن سلسلتها «شعراء من القرات الخمس»
Poètes des cinq continents
ديسمبر/ كانون أول 2008
(Isbn: 978-2-296-06957-2)
- ومثلما ترجم إلى العربية أشعارا لتونسيين مثل المنصف غشام و الطاهر البكري و رؤوف الرايسي ولفرنسيين مثل بول إيلوار وجان-بيير فاي و جول سوبارفيال [الفرنسية] و لوران غاسبار [الفرنسية] ورينيه شار وكذلك للشاعر والمغني جاك بريل وللشاعرة والمغنية الفرنسية صافو [الفرنسية][12] التي أدت اثنتين من أغانيها بالعربية كانت من ترجمته وضمنتها إحدى اسطواناتها، فقد ترجم أيضا إلى الفرنسية قصائد للشاعر الفلسطيني محمود درويش[13] ولشعراء تونسيين مثل خالد النجار[14] وبشير القهواجي[15] وعائشة الخضرواي.[16]

### في الفكر
ترجمة كتاب لذة النص (Le plaisir du texte) للمفكر الفرنسي رولان بارت Roland Barthes، صدرت بالعربية في مجلة «العرب والفكر العالمي» عن مركز الإنماء القومي، بيروت، (العدد العاشر ربيع 1990)
وكانت تستند على مراجعة لترجمة د.محمد خير البقاعي مع مقارنتها بترجمة
صدرت عن دار طوبقال المغربية.

### في السياسة
- ترجمة كتاب «الانفراج بين الولايات المتحدة والاتحاد السوفيتي» USA-URSS la détente للمؤرخة الفرنسية «آن دو تانغي» Anne de Tinguy [الفرنسية], عن منشورات كومبليكس Complexe [الفرنسية] البلجيكية-الفرنسية، نشرت على حلقات في مجلة «الموقف العربي» في قبرص 1985.
- ترجمة كتاب «السلطة والحياة» Le Pouvoir et la Vie [الفرنسية] المجلد الأول (1988) من مذكرات الرئيس الفرنسي الأسبق

فاليري جيسكار ديستان، نشر على حلقات في مجلة الحوادث 1989.
- ترجمة بحث ميداني بعنوان «إستراتيجية للتنمية المستديمة في مجال السياحة الصحراوية» للباحث التونسي عزّ الدين حسني، وقد ترجمت عن الفرنسية وصدرت عن منشورات منظمة اليونسكو 2000.

## أبرز المشاركات والتغطيات
- «حديث الوتر»: اسم لعرض موسيقي شعري جمع بينه، على الركح، وبين الفنان التونسي عازف الكمنجة وليد الغربي ومجموعة من العازفين على آلات الفيولونسال والقانون والعود والرق ضمن فعاليات «مهرجان المدينة» (1998) الذي تنظمه سنويا بلدية مدينة تونس في رمضان. وساهم فيه بنص تاريخي وشعري تناول فيه تاريخ الموسيقى الخاصة بمدينة تونس وتحولاتها على مدى قرن.
- «الفنون التشكيلية والوسائط المتعددة»: عنوان محاضرة قدمها صيف 2000 في مدينة صفاقس التونسية ضمن مساهماته في فعاليات «المهرجان الدولي للفنون التشكيلية» المنعقد سنويا بمدينة المحرس الساحلية، جنوب صفاقس.
- «زيارة لكسر الحصار» على ليبيا على رأس وفد من فرنسا ضم فرنسيين وعربا من شخصيات بارزة في الفكر والفن (من بينهم الفيلسوف جان-بيير فاي والروائي إيف فريميون Yves Frémion [الفرنسية]) شملت مشاركة في فعاليات «مهرجان الربيع» في دورته الأولى سنة 1997.
- «زيارة لكسر الحصار» على العراق قام خلالها بتغطية تلفزيونية لبعض فعاليات مهرجان المربد الشعري لعام 1998 وإجراء لقاءات مع أدباء عراقيين وعرب وأجانب، تم عرضها ضمن برنامجه التلفزيوني «فضاء الأنوار» على قناة الـ شبكة الأخبار العربية

## نشاطه الجمعياتي والمؤسساتي
امتد نشاطه على المستوى العربي والأوروبي في هذا المجال زهاء عشرين سنة، بدأه كمستشار إعلامي ومترجم من باريس لصالح «مركز الإنماء القومي» ومقره في بيروت، لبنان، وهو مؤسسة يديرها المفكر العربي مطاع صفدي وتصدر عنها مجلتا «الفكر العربي المعاصر» و«العرب والفكر العالمي». كما كان عضوا في «نادي الصحافة»  في باريس في بداية تأسيسه.ثم عمل كمستشار إعلامي مكلف بالعلاقات مع الإعلام العربي في «الجامعة العربية الأوروبية الجوالة» التي يرأسها البروفيسور محمد عزيزة. أما على مستوى النشاط التونسي في المهجر فقد ترأس لفترة عام واحد (1995/1996) «اللجنة الثقافية التونسية» في فرنسا، خلفا للكاتب التونسي طاهر البكري. وهو الذي خلفه أيضا في ترأس فرع أوروبا  لـ اتحاد الكتاب التونسيين. الذي ضم أسماء تونسية مهجرية معروفة مثل محمد عزيزة [الفرنسية] والراحل العفيف الأخضر والراحل عبد الوهاب المدب وألبير ممي ولوسيان سعادة وفوزية الزواري وهالة الباجي وأبو بكر العيادي والراحل محمد الغزالي والهداجي السيد... لكن بعد خلاف مع رئاسة الاتحاد في تونس، استقال من رئاسة فرع أوروبا لكي يؤسس اتحادا آخر مهجريا مستقلا تحت اسم «كًتّاب تونسيي أوروبا»  وذلك بالتوافق مع كتاب وباحثين مثل العفيف بن عبد السلام والعيادي شابير وعاشور بن فقيرة وأبو بكر العيادي والراحل محمد الغزالي...

## وصلات خارجية
الموقع الشخصي لمحمد الرفرافي